# 井上和彦 (ジャーナリスト)
井上 和彦（いのうえ かずひこ、1963年（昭和38年）9月19日 - ）は、日本の軍事ジャーナリスト。“軍事漫談家” を称する。名付け親は、シンガソングライターのやしきたかじん。

## 略歴
滋賀県大津市出身。滋賀県立膳所高等学校卒業。法政大学社会学部卒業。卒業後、防衛・航空宇宙専門商社入社し世界各国を飛び回り、培った知見と専門知識を活かして軍事ジャーナリストへ。航空自衛隊幹部学校指揮幕僚過程（CS)にて各国事情等研究を履修。軍事・安全保障・外交・近現代史を専門として書籍・新聞・雑誌の執筆の他、各種テレビ・ニュース番組のコメンテーターを務める。“軍事漫談家”の異名を持つ。
軍事・外交安全保障・近代史に関する書籍・雑誌・新聞記事の執筆のほか、各種テレビ番組およびネット番組でコメンテーターを務める。 
フジサンケイグループ第17回「正論新風賞」受賞（2016）。平成27年（2015年）より産経新聞「正論」欄執筆者に加わる。
その他、航空自衛隊幹部学校講師、（公財）国家基本問題研究所企画委員、（公財）モラロジー道徳教育財団特任教授、（公社）全日本銃剣道連盟有識者会議委員などを務める。これまで防衛・航空宇宙専門商社のシンクタンク部門主席アナリスト、東北大学大学院非常勤講師（H20-H30）を歴任。平成25年（2013年）より「国民の自衛官」（フジサンケイグループ主催）の選考委員。平成27年（2015年）より産経新聞「正論」欄執筆者に加わる。平成28年（2016年）、第17回正論新風賞を受賞。令和5年（2023年）アパ日本再興大賞を受賞。サンミュージックプロダクション所属。

## 活動・主張
- 2009年（平成21年）4月5日に『NHKスペシャル シリーズ 「JAPANデビュー」』が放送された直後に台湾に飛び、この番組で取材を受けた年配者らを取材し、NHKが年配者らの発言を捏造・歪曲したと主張している。取材結果は日本文化チャンネル桜および『SAPIO』にて発表している[4][5]。
- ハイテク兵器のオペレーションと軍事学の論理により、徴兵制には反対している[6]。
- アメリカ合衆国の退潮と中華人民共和国の強大化に対抗するため、新たな同盟の模索としてロシア連邦と組むべきだとチャンネル桜の番組内で主張している[7]。
- 2017年1月2日、東京MXテレビ「ニュース女子」に出演し、沖縄・高江ヘリパッド建設問題を取り上げた。

## その他
- 「週刊金曜日」は2015年12月4日号で井上が防衛関連企業・双日エアロスペースの正社員であると主張している[要出典]。

## 書籍

### 著書
- 『そのとき自衛隊は戦えるか』2004年3月（扶桑社、ISBN 4594045499）
- 『親日アジア街道を行く』2005年8月（扶桑社、ISBN 4594050026）
- 『国防の真実こんなに強い自衛隊』2007年2月（双葉社、ISBN 4575299359）
- 『こんなに強い自衛隊その秘密99』2008年9月（双葉社、ISBN 4575300705）
- 『写真で見る!! 自衛隊の最新兵器99』2010年4月（双葉社、ISBN 4575302112）
- 『こんなに強い自衛隊』（新書版）2010年7月（双葉社、ISBN 4575153540）
- 『シリーズ こんなに強い自衛隊 北朝鮮と戦わば』2010年11月（双葉社、ISBN 4575302724）
- 『誰も知らない自衛隊の真実』2011年4月（双葉社、ISBN 4575303151）
- 『【図解】萌える自衛隊 国民のための防衛白書』2011年8月（扶桑社 ISBN 4594064604)
- 『東日本大震災 秘録 自衛隊かく闘えり』2012年2月(双葉社、ISBN 9784575303940)
- 『尖閣武力衝突 日中もし戦わば』2012年10月（飛鳥新社、ISBN 9784864101967）
- 『日本が戦ってくれて感謝しています アジアが賞賛する日本とあの戦争』2013年9月（産経新聞出版、ISBN 9784819112291）
- 『最後のゼロファイター 本田稔・元海軍少尉「空戦の記録」』2013年11月(双葉社、ISBN 9784575306019)
- 『戦後70周年 「日の丸軍」はここまで進化した!! 自衛隊の最強装備2015』2015年2月25日（双葉社、ISBN 9784575308297）
- 『パラオはなぜ「世界一の親日国」なのか』2015年3月12日（PHP研究所、ISBN 978-4569824017）
- 『撃墜王は生きている！』2015年5月27日（小学館、ISBN 9784093897563）
- 『ありがとう日本軍 ―アジアのために勇敢に戦ったサムライたち 大東亜戦争写真紀行』2015年8月4日（PHP研究所、ISBN 9784569826103）
- 『日本が戦ってくれて感謝しています2 あの戦争で日本人が尊敬された理由』2015年8月31日（産経新聞出版、ISBN 9784819112710）
- 『大東亜戦争秘録 日本軍はこんなに強かった!』2016年8月12日（双葉社、ISBN 9784575311617）
- 『本当は戦争で感謝された日本 ―アジアだけが知る歴史の真実』（2018年6月、PHP研究所）ISBN 978-4569768403
- 『自衛隊さん ありがとう ―知られざる災害派遣活動の真実』（2019年2月、双葉社）ISBN 978-4575314281
- 『親日を巡る旅―知世界で見つけた「日本よありがとう」』（2019年7月、小学館）ISBN 978-4093897846
- 『「美しい日本」パラオ』潮書房光人新社〈産経NF文庫〉、2021年5月。ISBN 978-4-7698-7036-4。
- 『封印された「日本軍戦勝史」1』潮書房光人新社〈産経NF文庫〉、2021年6月。ISBN 978-4-7698-7037-1。
- 『封印された「日本軍戦勝史」2』潮書房光人新社〈産経NF文庫〉、2021年7月。ISBN 978-4-7698-7038-8。
- 『日本が感謝された日英同盟』　産経新聞出版　2021年10月　ISBN 978-4819114059
- 『歪められた真実　昭和の大戦〈大東亜戦争〉』（ワック、2023年7月）ISBN 978-4-89831-971-0

#### 共著・監修
- 『核武装が日本を救う』2011年11月（チャンネル桜叢書、ISBN 4792604400）
- 総合国防マガジン『自衛隊FAN』2012年11月（双葉社、ISBN 4575453315）
- 『自衛隊おでかけぴあ』2013年4月（ぴあ、ISBN 9784835621777）
- 『尖閣一触即発』2013年4月（実業之日本社、ISBN 9784408109596）
- 『悪韓論ＶＳ悪日論　日本と韓国はどっちが嘘をついているか』2014年1月（双葉社、ISBN 9784575154276）
- 『自衛隊おでかけぴあ2014』2014年4月（ぴあ、ISBN 9784835622989）
- 『自衛隊おでかけぴあ2015→2016』2015年3月（ぴあ、ISBN 9784835624532）
- ケント・ギルバート共著『東京裁判をゼロからやり直す』（2018年2月、小学館）ISBN 978-4098253234

### 新聞
- 『産経新聞』（「正論」欄執筆メンバー）
- 『夕刊フジ』

### 連載
- 『SAPIO』（小学館）で共同連載した『闘う自衛隊従軍記』などがある。
- 『列国の軍事力－緊迫・北東アジア』（夕刊フジ）
- 『要警戒　韓国軍事力』（夕刊フジ）
- 『賞賛される日本』（夕刊フジ）
- 『歴史街道 大東亜戦争写真紀行－世界で感謝された日本人』（PHP研究所）
- 『教科書が教えない自衛隊』（EX大衆）
- 『正論』（産経新聞）

### 雑誌
- 『月刊正論 (雑誌)』（産業経済新聞社）
- 『SAPIO』（小学館）
- 『月刊WiLL (雑誌)』（ワック・マガジンズ）
- 『Voice』（PHP研究所）
- 『歴史街道 (雑誌)』（PHP研究所）
- 『週刊ポスト』（小学館）
- 『週刊大衆』（双葉社）
- 『致知』（致知出版社）

## 出演

### テレビ
- ニュース ONE（東海テレビ）
- 〜ニッポン緊急事態シミュレーション〜もしも怪獣が襲ってきたら（企画協力・TBSテレビ）
- めざまし8（フジテレビ）
- ゴゴスマ（CBCテレビ）
- たかじんのそこまで言って委員会 → そこまで言って委員会NP（読売テレビ）
- ビートたけしのTVタックル（テレビ朝日）
- 教科書にのせたい!（TBSテレビ）
- 情報ライブ ミヤネ屋（読売テレビ/日本テレビ）
- かんさい情報ネットten!（読売テレビ）
- たかじんNOマネー〜人生は金時なり〜（テレビ大阪）
- NEWSアンサー（テレビ東京）
- ザ・プライムショー（WOWOW）
- ナットク！例えるワイドショー（読売テレビ）
- 朝まで生テレビ!（テレビ朝日）
- くらべる!世界なんでも勢力図（関西テレビ/フジテレビ）
- 四次元クラブ（テレビ大阪）
- スパモク!!（TBSテレビ）
- ひるおび（TBSテレビ）
- 山浦ひさしのトコトン!1スタ（テレビ愛知）
- 激論!コロシアム 〜これでいいのか?ニッポン〜（テレビ愛知）
- 情報バラエティー土曜コロシアム（テレビ愛知）
- ワイドナショ―B面（フジテレビ）
- 正義のミカタ（朝日放送）
- 世界ぐるっと緊急報告（テレビ愛知）
- ヨソで言わんとい亭〜ココだけの話が聞ける（秘）料亭〜（テレビ東京）
- モーニングCROSS（TOKYO MX）
- 全力!脱力タイムズ（フジテレビ）
- ニュース女子（DHCテレビジョンー）
- 中居正広のミになる図書館（テレビ朝日）
- モーニングバード (テレビ番組)（テレビ朝日）
- ヤーヌス (テレビ番組)（テレビ朝日）
- 世界の何だコレ!?ミステリーSP!　（フジテレビ）
- 淳と隆の週刊リテラシー（東京メトロポリタンテレビジョン）
- 石原良純のエネルギーがわかれば世界が見えるニュースSHOW（テレビ愛知）
- 加藤清隆の言ったもんガチ（TOKAIケーブルネットワーク）
- ザ・ノンフィクション『鉄は熱いうちに』（フジテレビ）2011年6月26日放送(制作協力番組)
- 防人の道 今日の自衛隊 (2004年8月 - 2015年8月27日、キャスター、月曜日号・木曜日号、日本文化チャンネル桜)
- パンドラTV（カンテレ）
- 超絶！THE空中サバイバル（フジテレビ）
- ウェークアップ！ぷらす（NTV）
- 痛快！明石家電視台（MBS）

### ラジオ
- 中西一清スタミナラジオ（RKBラジオ）
- ザ・ボイス そこまで言うか！（ニッポン放送）
- 『5年後の夢を語ろう』（ニッポン放送）
- 月刊うわトーク！（MBSラジオ）
- ニュース新発見「インサイト」（RKBラジオ）
- 産経新聞プレゼンツ 私の正論 　（ニッポン放送）
- セイタロー&ケイザブロー おとこラジオ（エフエムナックファイブ）
- 仲谷一志・下田文代のよなおし堂（RKBラジオ）
- 北野誠のズバリサタデー（CBCラジオ）

### インターネット放送
- 【自衛隊】「富士総合火力演習2023」全部見せます【激撮ミリタリーリポート】2023年５月27日（テレビ愛知）
- 井上和彦が斬る！（2015年9月1日 - 、日本文化チャンネル桜）
- KAZUYA CHANNEL (ニコニコ生放送)
- 堀潤のウソは許さん!（ニコニコ生放送）
- 松本佳子のにちよる（ニコニコ生放送）
- みのもんたの夜バズ！（2018年2月　abemaTV)
- 真相深入り!虎ノ門ニュース（2015年10月14日- 、DHCテレビジョン） - コメンテーター（隔週水曜日／2015年8月11日、8月18日、9月8日、10月5日にもゲストコメンテーターとして出演）
- 放言バーリークス（DHCテレビジョン）
- DHC 渋谷スタジオ製作委員会（DHCテレビジョン）
- サンケイ・ワールド・ビュー（2020年7月6日 - ）
- DHC オルガン坂生徒会（2021年８月）
- ABEMA的ニュースショー（ABEMA　TV）2021年６月